# کنجاله سویا

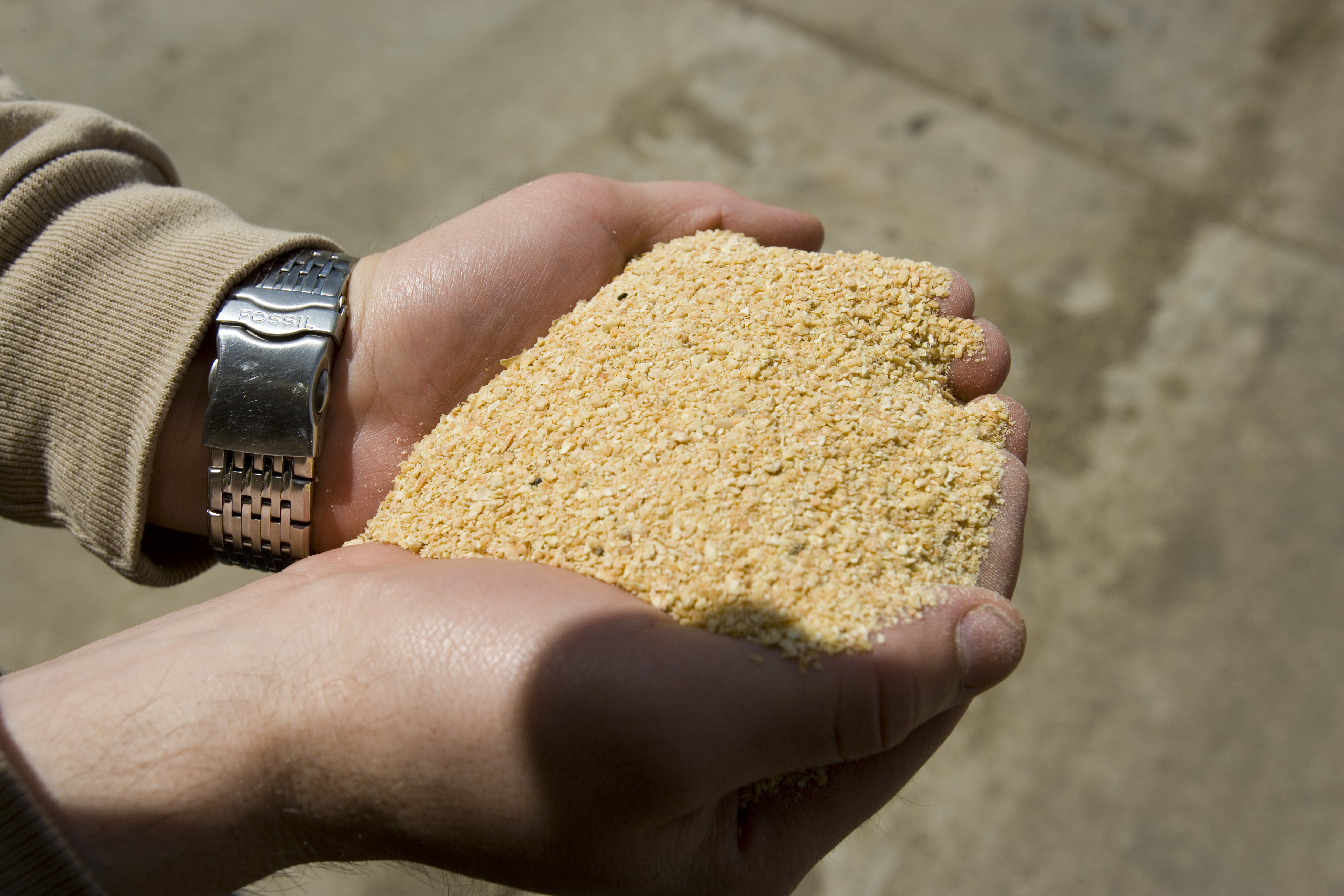
کنجاله سویا

کنجاله سویا در مواد غذایی و خوراک دام، اساساً نه‌تنها به‌عنوان یک مکمل پروتئین، بلکه به عنوان منبع انرژی قابل سوخت‌وساز نیز استفاده می‌شود. به طور معمول ۱ بوشل (یعنی ۶۰ پوند یا ۲۷٫۲ کیلوگرم) دانه سویا ۴۸ پوند محصول کنجاله سویا می‌دهد (۲۱٫۸ کیلوگرم).